# Friesodielsia dielsiana
Friesodielsia dielsiana là loài thực vật có hoa thuộc họ Na. Loài này được (Engl.) Steenis mô tả khoa học đầu tiên năm 1964.